# シャロン・ストーン in シークレット・スパイ
『シャロン・ストーン in シークレット・スパイ』（原題：A Different Loyalty）は、2004年に制作されたシャロン・ストーン主演のアメリカ映画。
1967年に出版された、エレノワ・ブルワー・フィルビーの著書『キム・フィルビー(Kim Philby)：私の愛したスパイ(Kim Philby: The Spy I Loved)』に基づいて制作されたスパイ映画。映画の中の登場人物は実名ではない。制作はアメリカ、イギリス、カナダのプロダクション。劇場未公開作品。

## ストーリー
1963年東西冷戦下のベイルートで出会ったイギリスの特派員レオと結婚し、幸せな生活を送っていた女性サリー。ある日突然レオが失跡した。彼女はイギリス情報部(M16)の尋問を受け、夫レオがソ連の二重スパイだったことを知る。ショックを受け、アメリカに戻ったサリーの元に、モスクワでKGBのエージェントとして働くレオから手紙が届く。真実を確かめるため、彼女は危険を冒してモスクワに潜入。再会を果たすのだが、厳しい監視に縛られる生活に疲れたサリーは、アメリカに帰国。そこで待っていたのは、CIAによる過酷な迫害だった。国を売った男とその妻。それが2人の現実だった。すべてを受け入れたサリーは、愛を取り戻すためレオを再び亡命させようとする。だが、2人に待ち受ける過酷な結末とは…。

## キャスト
※括弧内は日本語吹替
- サリー・コーフィールド - シャロン・ストーン（勝生真沙子）
- レオ・コーフィールド - ルパート・エヴェレット（内田直哉）
- アンドリュー・ダーシー - ジュリアン・ワダム
- ディック・マドセン - マイケル・コクラン
- ジョージ・クエネル - ジム・ピドック
- アンガス・ペザーブリッジ - リチャード・マクミラン
- レスリー・クエネル - ミミ・カジク
- ジェン・タイラー - エミリー・ヴァンキャンプ
- ランドルフ・コーフィールド - ジョス・アクランド（喜多川拓郎）

## スタッフ
- 監督：マレク・カニエフスカ
- 製作：リチャード・レイロンド/ジャン・Ｈ・ボック
- 脚本：ジム・ピドック
- 撮影：ジャン・ルピーヌ
- 編集：イワン・シバドー
- 美術：コロンブ・レイビー
- 音楽：ノーマンド・コーベイル
- 視覚効果：ハイブリッド・テクノロジーズ